# پیتزو دی وگورنو
پیتزو دی وگورنو (به لاتین: Pizzo di Vogorno) یک کوه در سوئیس است که در کانتون تیچینو واقع شده‌است. پیتزو دی وگورنو ۲٬۴۴۲ متر بالاتر از سطح دریا واقع شده‌است.